# Агонија (филм)
Агонија (шп. Angustia) је шпански хорор филм из 1987. године, редитеља и сценаристе Бигаса Луне, са Зелдом Рубинстејн и Мајклом Лернером у главим улогама.
Иако је био комерцијални неуспех, филм је добио солидне оцене критичара. Бигас Луна је био номинован за Награду Гоја у конкуренцији најбољег режисера, а Франциско Терес је добио исту награду за специјалне ефекте.

## Радња
Алиса Пресман телепатским моћима хипнотише свог сина Џона, који болује од дијабетеса, и шаље га да убија људе. Након убистава, Џон својим жртвама одстрањује очи које његова мајка скупља. Испоставља се да је радња око Алисе и Џона, заправо филм у филму, а права агонија почиње када две девојке које прате филм у биоскопу схвате да је прави убица међу њима.

## Улоге
| Глумац                | Улога           |
| --------------------- | --------------- |
| Зелда Рубинстејн      | Алиса Пресман   |
| Мајкл Лернер          | Џон Пресман     |
| Талија Пол            | Пети            |
| Анхел Хове            | убица           |
| Клара Пастор          | Линда           |
| Изабела Гарсија Лорка | Каролина        |
| Нат Бејкер            | доктор предавач |
| Едвард Леден          | доктор          |
| Густаво Гили          | студент         |